# Geologische kaart

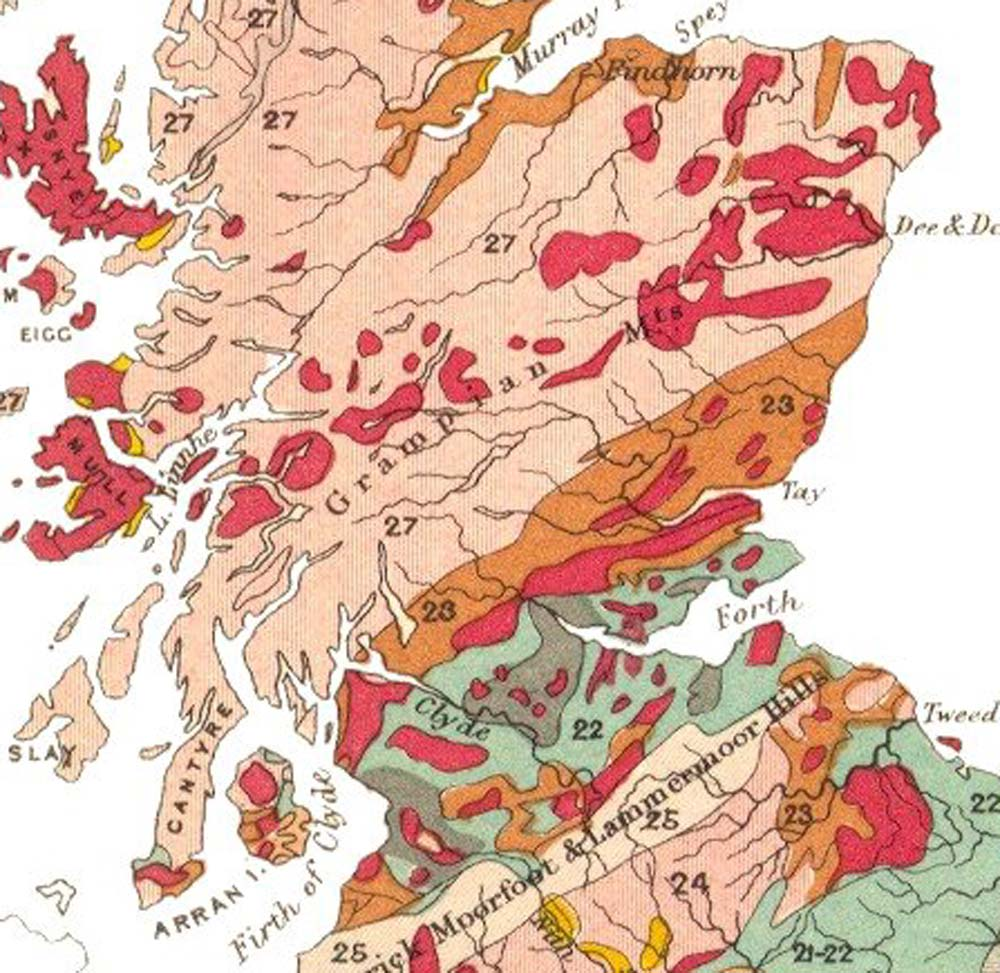
Verouderde geologische overzichtskaart van Schotland, 1904.

Een geologische kaart is een kaart waarop structuren en lagen in de ondergrond worden aangegeven. Een goede geologische kaart geeft een driedimensionaal inzicht van de ondergrond door projecties op het vlak van de kaart.
De ondergrond van een geologische kaart is een gewone kaart, liefst met hoogtelijnen. Met verschillende kleuren kan op de kaart worden aangegeven welke geologische formaties op die plekken dagzomen. De helling en strekking van lagen kan worden aangegeven door laagstandjes. Met lijnen worden de dagzomen van formatiegrenzen, breuken en schuifzones aangegeven. Bij metamorf gesteente kunnen verschillende foliaties in het gesteente met verschillende kleuren laagstandjes worden aangegeven.
De dagzomen van assenvlakken van synclines en anticlines kunnen met lijnen op de kaart worden aangegeven. Eventueel staan van de belangrijkste structuren in de ondergrond structurele contourlijnen op de kaart, zodat een goed driedimensionaal inzicht in deze structuren wordt gegeven.
Een goede geologische kaart bevat een stratigrafische en/of tektonische colom (colom waarin alle op de kaart voorkomende gesteenten op volgorde van hun stratigrafische of tektonische ligging ten opzichte van elkaar zijn getekend) en een of meerdere geologische profielen.

## Conventies
Dagzomen van breuken of schuifzones worden in het rood, dagzomen van formatiegrenzen in het zwart gekarteerd. Een discordantie kan als een gegolfde lijn worden aangegeven. 
Er zijn een aantal conventies welke kleuren te gebruiken bij welke formaties, hoewel deze bij gedetailleerde kartering (als veel verschillende lagen en lithologieën moeten worden aangegeven) niet altijd kunnen worden gevolgd. Standaard hoort er bij ieder tijdperk een kleur: Tertiaire lagen zijn oranje of donkergeel, Krijt is groen, Jura is blauw, Trias is paars, Perm is bruin, Carboon is grijs enzovoorts. Dagzomen van intrusies worden met rood aangegeven, de meest recente (meestal ongeconsolideerde) gesteenten met geel.
Bij geologische kaarten van gebieden waar vrijwel alleen ongeconsolideerde gesteenten voorkomen, zoals het grootste gedeelte van Nederland, Noord-Duitsland en gedeelten van Vlaanderen gelden andere kleurconventies: hier worden per lithologie (bij ongeconsolideerde gesteenten zegt men: grondsoort, bijvoorbeeld zand, veen, enzovoorts) verschillende kleuren gebruikt.